# هایدوایلر
هایدوایلر (به آلمانی: Heidweiler) یک شهر در آلمان است که در برنکاستل-ویتلیش واقع شده‌است. هایدوایلر ۱۹۹ نفر جمعیت دارد.